# Визинг, Вадим Георгиевич
Вадим Георгиевич Визинг (25 марта 1937, Киев — 23 августа 2017, Одесса) — советский и украинский математик, известный благодаря исследованиям в теории графов, прежде всего — теореме Визинга.
Мать — наполовину немка, в связи с чем, по утверждению Визинга, семья была сослана в Сибирь в 1947 году. Окончил Томский государственный университет по специальности математика в 1959 году, после чего поступил в аспирантуру в Институте математики имени Стеклова в Москве, работал в области теории приближений, но покинул аспирантуру в 1962 году, не получив степень. Вместо этого переехал в Новосибирск, где в Институте математики Сибирского отделения АН СССР защитил в 1966 году кандидатскую диссертацию. В 1974 году переехал в Одессу, где преподавал математику в течение многих лет в Технологическом институте пищевой промышленности.
Результат, известный сейчас как теорема Визинга, опубликован в 1964 году во время работы в Новосибирске, утверждает, что рёбра произвольного графа с не более чем {\displaystyle \Delta } рёбрами на вершину могут быть раскрашены не более чем {\displaystyle \Delta +1} цветами. Западными авторами считается, что Визинг имел трудности с публикацией результата, указывая на «малоизвестность» журнала «Дискретный анализ» (издававшегося Институтом математики СО АН СССР). Другой вклад в теорию графов — введение понятия списочного раскраса и формулировка нерешённой по состоянию на 2017 год гипотезы тотального раскраса. Гипотеза Визинга (сформулированная в 1974 году и также нерешённая) касается числа доминирования прямого произведения графов и определения модулярного произведения графов как способа сведения задач изоморфизма подграфа для нахождения крупнейших клик в графах.
С 1976 года Визинг изучал задачи теории расписаний, вернувшись к теории графов вновь только в 1995 году.